# Мугни
Мугни (арм. Մուղնի) — село в Арагацотнской области Армении. Находится в 2 км к северу от города Аштарак, на высоте 1260 м над уровнем моря.

## Название
Мугни также был известен как Мгон, Могни, Моган, Могни, Мухни и Могна гюх (Село Могна).

## Население
Часть жителей села Мугни переселились туда из села Мастара. По данным Республики Армения по переписи населения 2001 года в селе постоянно проживало 839 человек. На данный момент в селе проживает 770 человек. Изменения в состоянии населения.
| 1831 | 1897 | 1926 | 1939 | 1959 | 1970 |
| ---- | ---- | ---- | ---- | ---- | ---- |
| 54   | 267  | 299  | 294  | 374  | 488  |

## Экономика

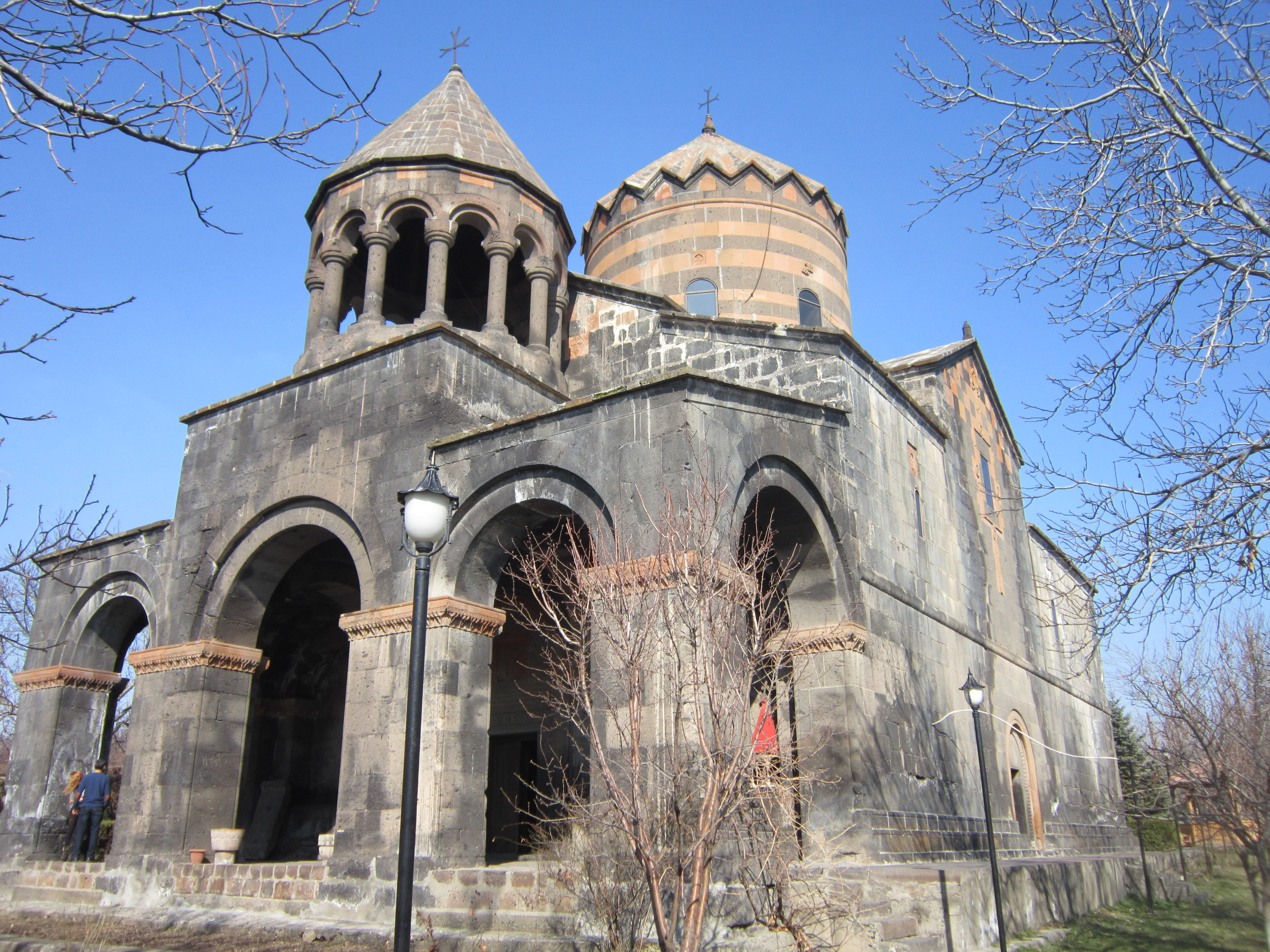
Церковь Сурб Геворг

Население занимается садоводством.

## Историко-культурные объекты

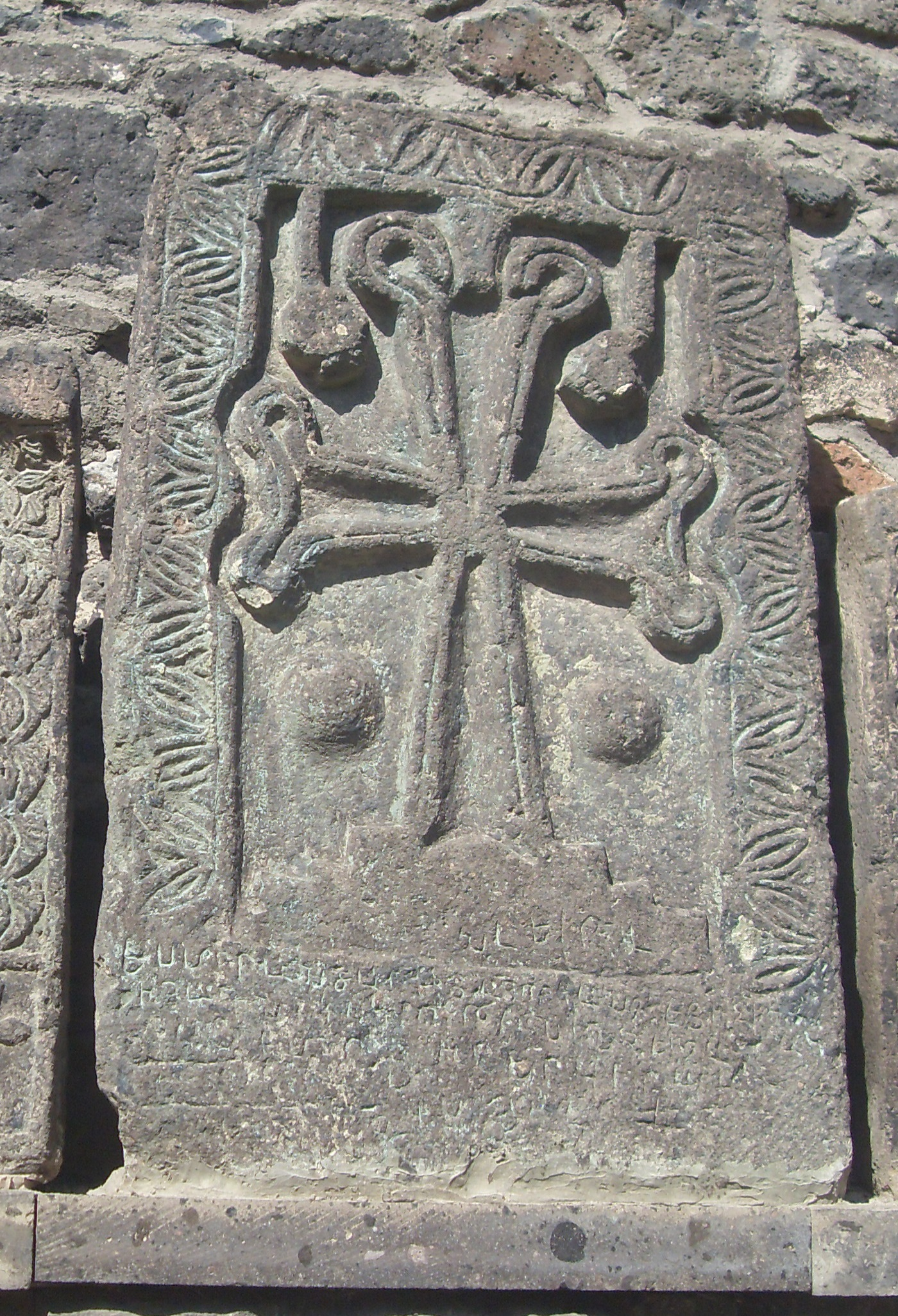
Хачкар 986 года

На северо-восточной стороне села находится водохранилище «Море Кабо», построенное в XVII веке. На южной стороне находится церковь Святого Геворга (1664—1669) и монастырский комплекс Мугни (XIV—XVII вв.).

### Монастырь «Сурб Геворг» (Святого Геворга)
Церковь Св. Геворга была построена в XIV веке, находится в селе Мугни. В одно время монастырь как для христиан, так и для мусульман служил местом паломничества. Монастырь был реконструирован в 1661—1669 годах по заказу архимандрита Ованеса. В 1999—2000 годах церковь была основательно восстановлена.